# Monte Somma
Il Monte Somma è un rilievo montuoso, parte integrante del complesso vulcanico chiamato Somma-Vesuvio, di cui rappresenta l'attuale versante settentrionale, posto all'interno del territorio di diversi comuni della città metropolitana di Napoli.

## Evoluzione vulcano-tettonica
Le prime evidenze di un'attività vulcanica nell'area del Monte Somma, sono delle lave e dei depositi piroclastici intercalati a depositi di origine marina, che si rinvengono in sondaggio a circa 1350 m di profondità.
I depositi marini sono stati datati tramite il nanoplancton, tra 500 000 e 100 000 anni fa e questa età viene estesa anche ai depositi di origine vulcanica, poiché di questi ultimi non esiste una datazione diretta. Questi depositi sono stati successivamente sepolti da uno dei più caratteristici depositi della regione, l'Ignimbrite Campana, che è il prodotto della maggiore eruzione dei Campi Flegrei, avvenuta circa 39 000 anni fa.
L'accrescimento del Monte Somma, i cui prodotti consistono in una sovrapposizione di flussi lavici e depositi di spatter e scorie è durato fino a circa 25 000 anni fa, quando una serie di eruzioni pliniane e sub-pliniane intervallate da periodi più o meno lunghi di quiescenza hanno provocato il collasso della struttura.
Questi eventi sono, l'eruzione delle Pomici di Codola (25 000 anni fa), l'eruzione delle Pomici di Base o di Sarno (18 000 anni fa), l'eruzione delle Pomici Verdoline (15 500 anni fa), l'eruzione di Mercato o di Pomici Gemelle (8 000 anni fa), l'eruzione di Avellino (3800 anni fa) e l'eruzione del 79 d.C. (che distrusse le città romane di Pompei, Ercolano, Oplontis e Stabiae).

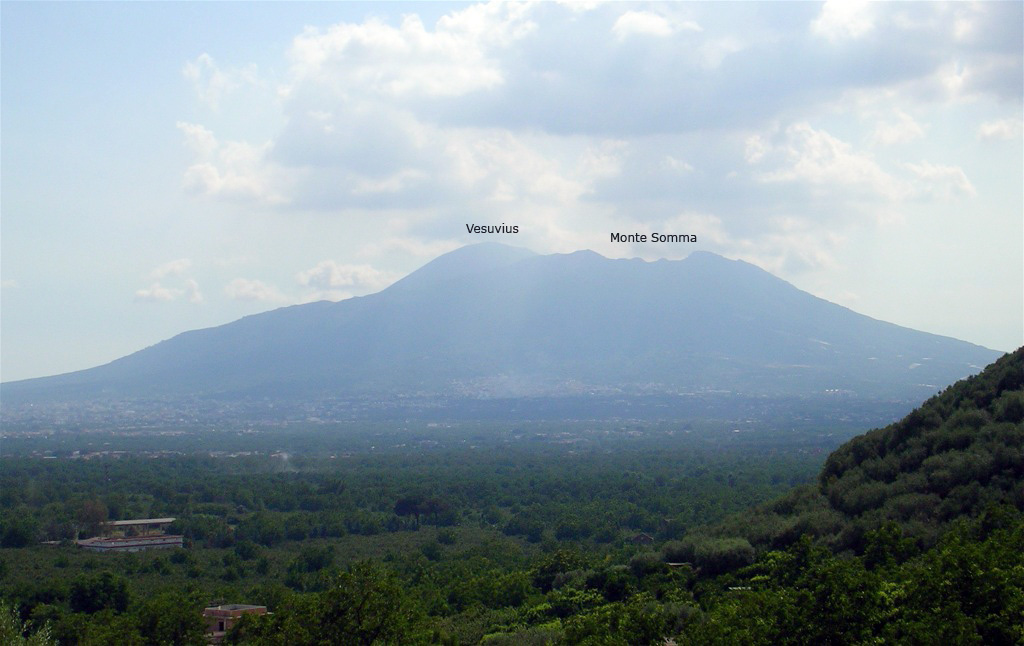
Il complesso vulcanico del Somma-Vesuvio.

## Morfologia
L'edificio originario del Monte Somma doveva raggiungere circa 2000 m s.l.m.. Il collasso dell'edificio ha lasciato una depressione di forma approssimativamente ellissoidale (caldera) ad estensione E-W, il cui asse maggiore misura 4,9 km ed il suo asse minore misura 3,4 km, e con un'altezza massima di 1132 metri s.l.m., il cui orlo è ben visibile nella porzione Settentrionale dell'edificio, unico versante sopravvissuto alle fasi di demolizione causate dalle eruzioni pliniane.
L'area che separa il Monte Somma dal Vesuvio è denominata Valle del Gigante (divisa in Atrio del Cavallo a sud e Valle dell'Inferno a nord). Il cono del Vesuvio si è accresciuto all'interno della caldera, secondo la teoria più accreditata dopo l'eruzione pliniana del 79 d.C. (eruzione di Pompei) e ha raggiunto l'attuale morfologia negli ultimi 2000 anni di attività. Partendo da ovest e proseguendo verso est, lungo il bordo calderico si incontrano diverse creste morfologiche chiamate:
- Cognolo di Trocchia (961 m s.l.m.)
- Cognolo di Sant'Anastasia (1.086 m s.l.m.)
- Punta del Nasone (1.132 m s.l.m.)
- Cognolo di Ottaviano (1.112 m s.l.m.)

## Luoghi di interesse

### Punta del Nasone

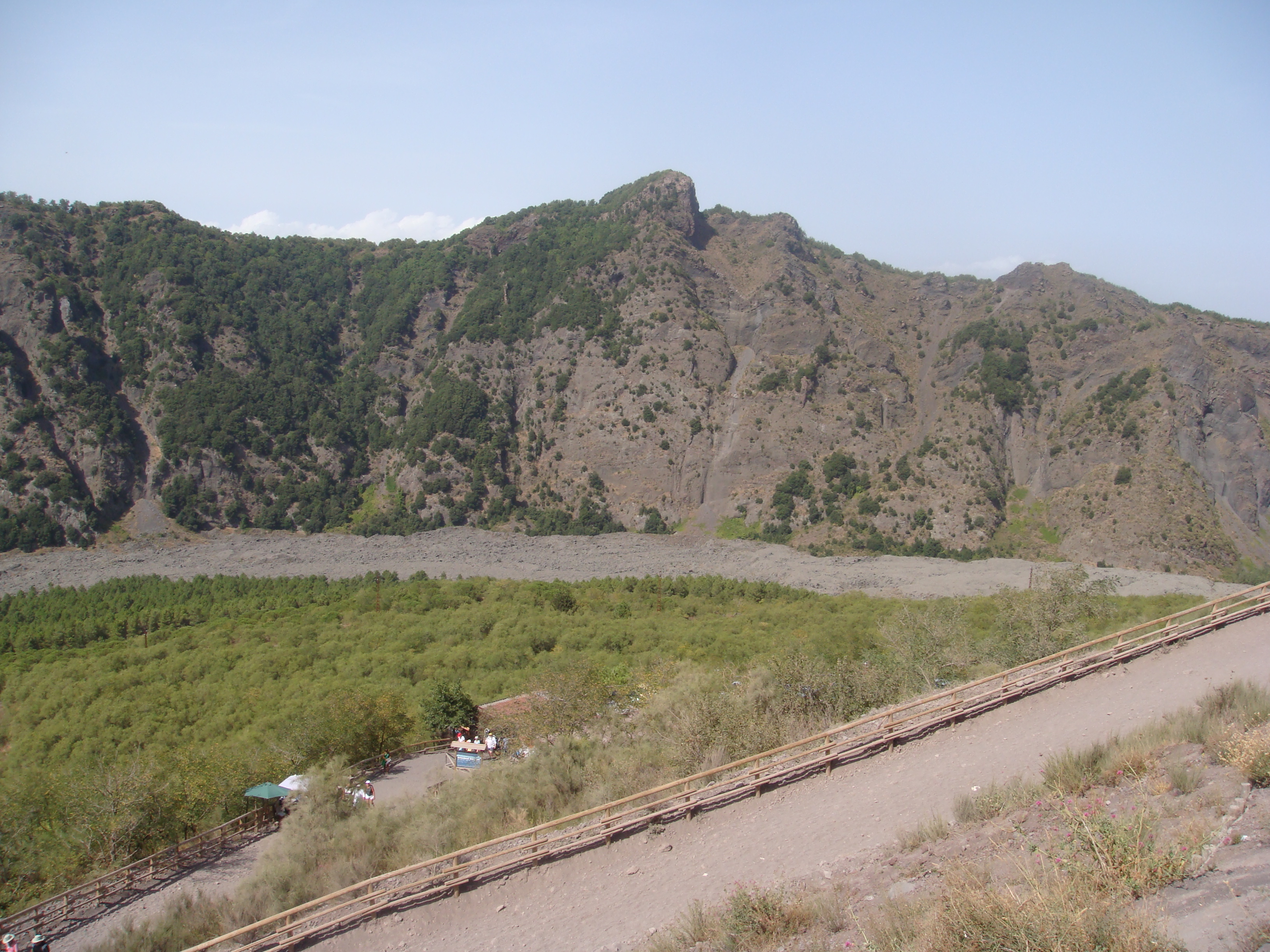
La Valle del Gigante con la colata lavica del 1944 e la Punta del Nasone

Caratteristica del Monte Somma è il suo punto più alto, che raggiunge i 1.132 m, chiamato "Punta del Nasone" a causa della forte somiglianza con un naso rientrante nel profilo di un viso disteso lungo la sommità della montagna. Tale somiglianza si apprezza guardando il Monte Somma dalla cima del Vesuvio.
La gola tra il Vesuvio ed il Monte Somma si chiama Valle del Gigante proprio perché dominata dal profilo di un gigante disteso la cui parte più vistosa è il famoso "nasone".

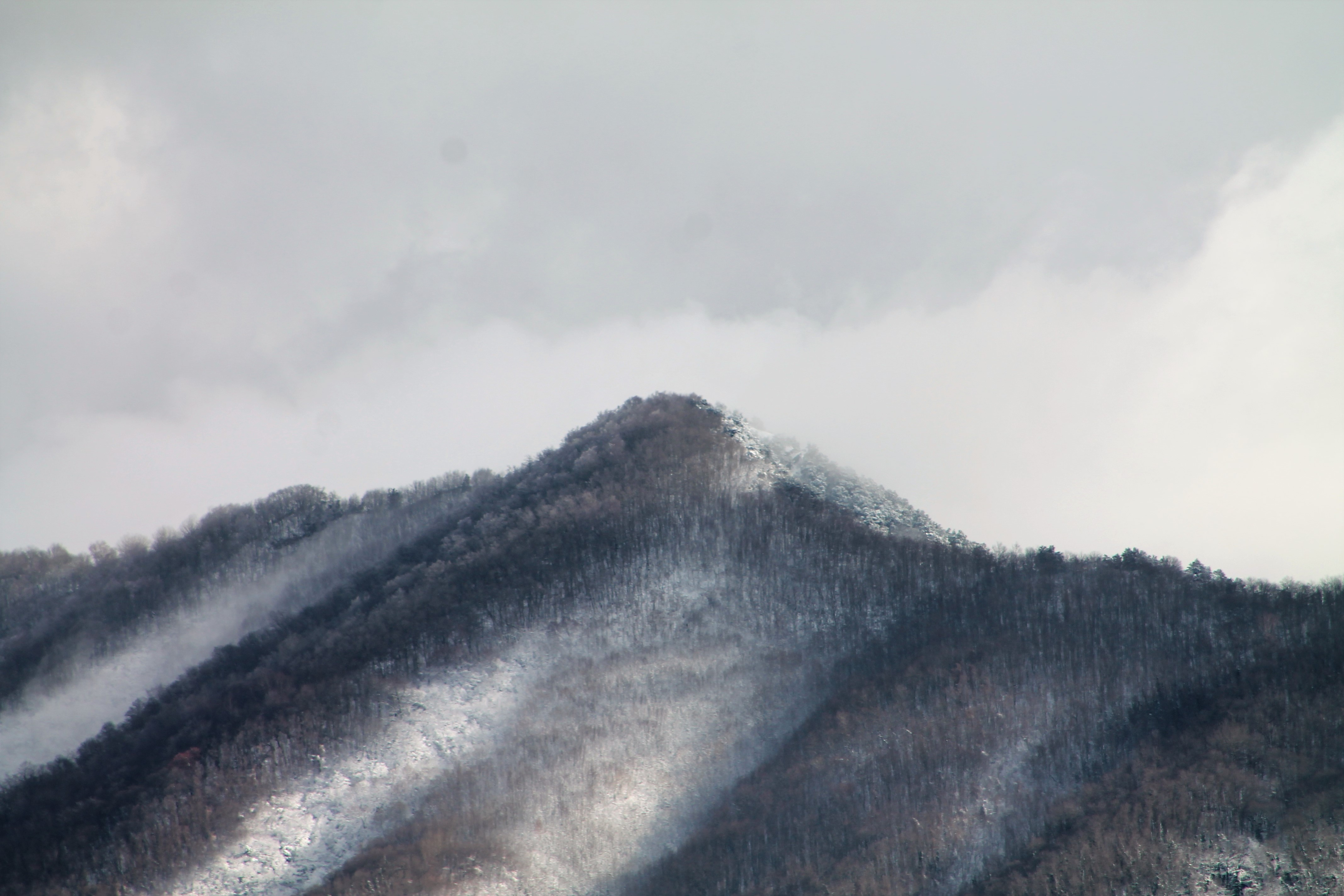
Particolare del Monte Somma innevato con il cognolo di Sant'Anastasia in primo piano (gennaio 2017).

### Colata del 1944
Spettacolare colata lavica che interrompe il profilo della montagna scendendo verso il centro abitato di San Sebastiano al Vesuvio e parte di Massa di Somma.
Un affascinante sentiero escursionistico (n. 9 nella numerazione del Parco Nazionale del Vesuvio) permette di attraversare l'intera colata larga quasi 200 metri.

### Parco nazionale del Vesuvio
Dal 1995 anche tutto il Monte Somma rientra nel parco nazionale del Vesuvio.

### L'Olivella
L'Olivella è una località a circa 400 m s.l.m. sul versante nord, nel territorio del comune di Sant'Anastasia. Si presenta come un anfiteatro naturale in cima al quale si trova lo sbocco superiore della sorgente dell'Olivella, poco distante c'è lo sbocco inferiore di questa sorgente, sormontato da un arco in pietra che faceva parte dell'acquedotto voluto all'epoca da Ferdinando di Borbone per far giungere le acque fino a Napoli.

## Mineralogia
Nei dintorni del Monte Somma sono stati rinvenuti diversi minerali; i più rilevanti, per i quali è definita località tipo, sono:
- Anortite
- Balliranoite
- Cabasite-K
- Clinohumite
- Cuspidina
- Davyna
- Forsterite
- Humite
- Kaliophilite
- Leucite
- Meionite
- Microsommite
- Montesommaite
- Monticellite
- Nefelina
- Panunzite
- Periclasio
- Quadridavyne
- Sarcolite
- Vesuvianite